# Slowenischer Aktuarverein
Der Slowenische Aktuarverein (slowenisch: Slovensko aktuarsko društvo)  ist die berufsständische Vertretung der als Aktuare in Slowenien tätigen Versicherungsmathematiker. Die Organisation hat ihren Sitz in Ljubljana.

## Geschichte und Hintergrund
Der Slowenische Aktuarverein gründete sich am 30. Januar 1997 bei einem Treffen in Kranj. Neben dem Sicherstellen einer ausreichenden Qualifikation der Aktuare für die Übernahme ihrer beruflichen Aufgaben vertritt die Organisation die Interessen ihrer Mitglieder auf nationaler und internationaler Ebene und tritt dabei insbesondere mit Lobbyarbeit in Erscheinung. Hierzu ist der Verein Mitglied in der Europäischen Aktuarvereinigung (EAA) und der International Actuarial Association (IAA).
Nach Angaben auf der Vereinshomepage sind Ende 2014 80 Mitglieder in der Vereinigung organisiert, davon 60 voll ausgebildet.